# خوزفینا اسروگا
خوزفینا اسروگا (اسپانیایی: Josefina Sruoga‎؛ زادهٔ ۲۳ اوت ۱۹۹۰) بازیکن هاکی روی چمن اهل آرژانتین است.